# 1832 dans les chemins de fer
Chronologie des chemins de fer
1831 dans les chemins de fer - 1832 - 1833 dans les chemins de fer

## Évènements

### Février
- 22 février.  Belgique :   appel d'offres du gouvernement belge pour la construction d'une ligne de chemin de fer à vapeur pour voyageurs à partir de Bruxelles.

### Mars
- 1er mars.  France :   ouverture aux voyageurs de la ligne par traction animale ligne Saint-Étienne - Andrézieu.

### Avril
- 3 avril.  France :   ouverture de la ligne Saint-Étienne - Lyon entre Givors et Lyon.

## Naissances
- x

## Décès
- x